# Jørgen Kleemann
Jørgen „Juulut“ Ole Markus Rasmus Kleemann (* 7. März 1923 in Aappilattoq; † 11. Mai 2023 in Nuuk) war ein grönländischer Musiker.

## Leben
Jørgen Kleemann wurde 1923 in Aappilattoq als Sohn des Udstedsverwalters Hans Wilhelm Anthon Kleemann (1879–?) und seiner Frau Maren Dorthe Sofie Katrine Frederiksen (1881–?) geboren. Sein Großvater war Deutscher und sein älterer Bruder war der Landesrat Rasmus Kleemann (1902–?). Jørgen wuchs in Upernavik Kujalleq auf und lebte die meiste Zeit seines Lebens in Upernavik. Er arbeitete als Bäcker, später als Hafenlagerarbeiter und ab 1987 als Katechet. Zudem war er für zwanzig Jahre als Gemeindeleiter tätig. 2005 zog er nach Nuuk.
In den 1980er-Jahren begann er bei der Plattenfirma Ulo Lieder herauszubringen, die er mit seiner Familie aufnahm. Teils handelte es sich um eigene Kompositionen, teils aber auch um traditionelle Stücke, die er so erstmals auf Tonträgern festhielt. Er veröffentlichte von 1984 bis 1991 vier Platten mit jeweils rund einem Dutzend Liedern. Hauptsächlich handelte es sich um Volks-und-Tanzmusik, die er bei öffentlichen Feiertagen, Familienfeiern oder internationalen Festivals in Grönland, Dänemark und Kanada präsentierte. Sein bevorzugtes Instrument war das Akkordeon.
Am 18. Juli 2001 erhielt er den Nersornaat in Silber. Darüber hinaus wurde er 2014 mit dem grönländischen Kulturpreis ausgezeichnet.
Jørgen Kleemann war seit dem Tod von Anthon Geisler (1919–2021) der älteste lebende Grönländer. Als zweiter grönländischer Mann nach diesem erreichte er am 7. März 2023 das Alter von 100 Jahren. Er starb zwei Monate später in einem Altenheim in Nuuk.

## Diskografie
- 1984: Kleemann-ikkut
- 1985: Kleemann-ikkut 2
- 1989: Kleemann-ikkut 3
- 1991: Kleemann-ikkut 4